# 悪魔祓い、聖なる儀式
『悪魔祓い、聖なる儀式』（あくまばらい せいなるぎしき、イタリア語原題：Liberami）は、2016年のイタリア・フランス合作のドキュメンタリー映画。世界初の悪魔祓いの儀式を撮影。監督はフェデリカ・ディ・ジャコモ。日本では2017年11月18日から劇場公開。

## 解説
イタリア・シチリア島で行われている悪魔祓いの儀式とエクソシストの日常を記録したドキュメンタリー。シチリア島で有名なエクソシストであるカトリック・フランシスコ会のカタルド・ミリアッツオ神父のもとには、悪魔からの開放や悩みを抱え行き場を失う多くの人々が殺到する。悪魔祓いを行う神父たちは、相談者に悪魔祓いが必要であるかを判断した後に儀式を行う。昼夜問わずに相談に応じ、電話でも儀式を行う。幾人かの相談者たちの日常と、教皇庁レジーナ・アポストロルム大学の「エクソシスト養成講座」の様子も撮影されている。エクソシストの会議に出席するために大学を訪れていたカタルド神父は、相談者からの電話の対応を続ける。
映画での儀式公開について、実際に悪魔祓いを行う司祭たちからは「悪魔祓いの儀式は見せ物ではない。映画の儀式の進め方が教会の教えに反する。」といった意見がある。

## 受賞
第73回ベネチア国際映画祭
オリゾンティ部門・最優秀作品賞(2016年)受賞